# Volkspark Wuhlheide

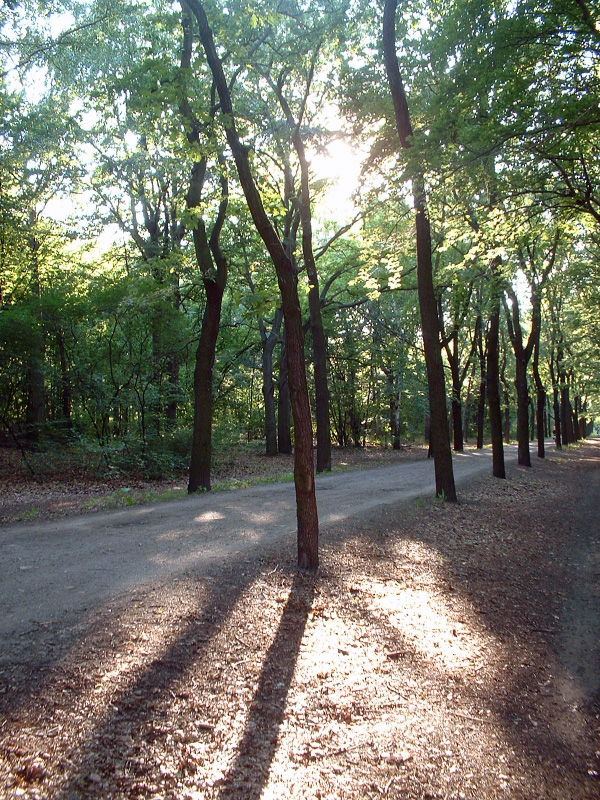
De hoofdweg van Volkspark Wuhlheide

Het Volkspark Wuhlheide is een in het zuidoosten van Berlijn gelegen park. Het gebied ligt aan de noordrand van het district (Verwaltungsbezirk) Treptow-Köpenick. Het parkgebied omvat samen met het Kinder- und Jugendfreizeitzentrum (FEZ) ongeveer 166 ha. Het park is genoemd naar de Wuhle, die in het zuidoosten van het park in de Spree uitmondt.

## Geschiedenis
Het park werd als volks- en bostuin naar plannen van Ernst Harrich (destijds het hoofd van de groenvoorzieningen van Treptow) in de jaren 1919 tot 1931 aangelegd. De filosofie achter de aanleg was dat het park de gezondheid van de stadsbevolking ten goede zou komen.
Tijdens de Tweede Wereldoorlog werden in het park luchtafweerkanonnen opgesteld, een bunker gebouwd, een concentratiekamp opgericht en een kamp voor dwangarbeiders aangelegd. Hierdoor werden grote delen van het park verwoest.
Na de oorlog werd in het park een kazerne van de Sovjet-Unie gebouwd, die na het vertrek van de troepen in de jaren '90 jarenlang brak lag. Kort voor de afbraak in 2005 ter behoeve van woningbouw ("Siedlung Carlsgarten"), werd het gebied van de kazerne gebruikt voor een grootschalige rampenoefening.
Voor die tijd kon het grootste deel van het park (117 ha) pas vanaf 1951 weer als recreatiegebied gebruikt worden, toen het derde Wereldfestival voor jeugd en studenten plaatsvond in het zogenaamde Freizeit- und Erholungszentrum Wuhlheide.

## Freizeit- und Erholungszentrum (FEZ)

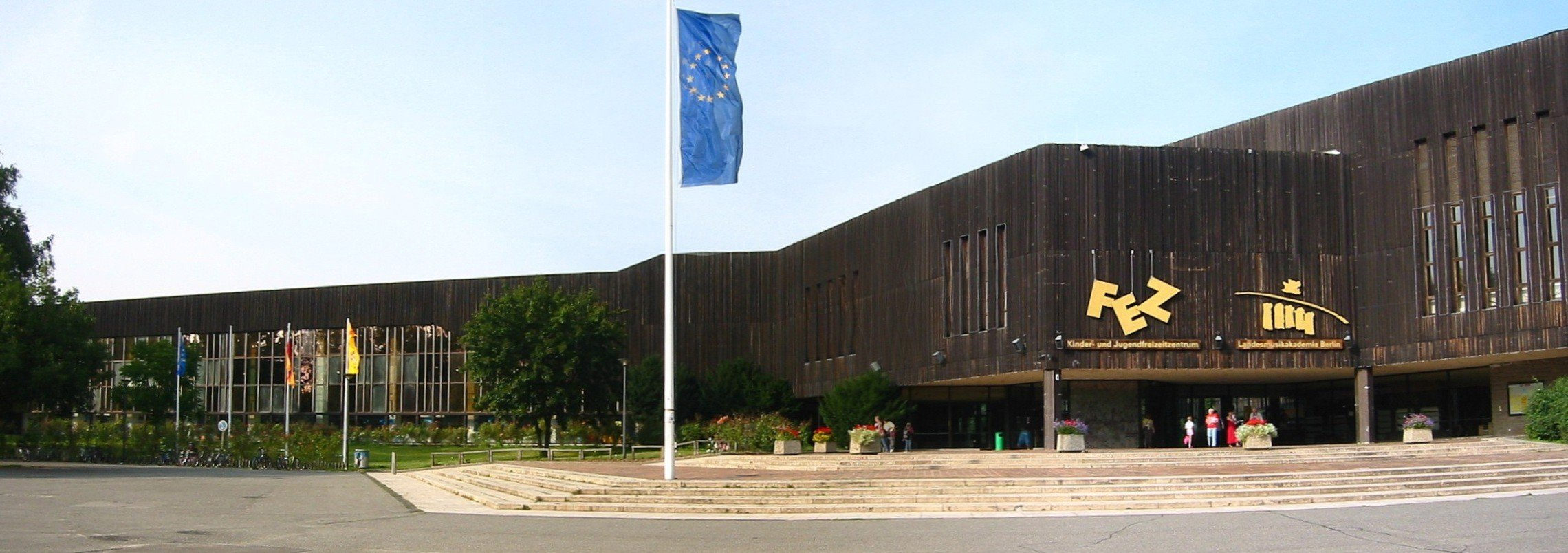
Hoofdgebouw van het FEZ

De in 1951 voor Oost-Duitse schoolkinderen opgerichte Pionierrepublik, een project van de Pionierorganisation Ernst Thälmann, omvat onder andere een openluchttheater (tegenwoordig „Kindl-Bühne Wuhlheide“ genoemd) en de Parkeisenbahn Wuhlheide (een smalspoorbaan), een stadion en een zwemmeer.
In 1979, tijdens de 30e verjaardag van de DDR, ontstond het Pionierpalast, dat op een grootte van 13.000 vierkante meter vergaderruimte, kantoren, een restaurant, een sporthal en een zwembad met 50-meter-baan omvat. Ook een grote kinderspeelplaats behoorde tot het complex. Het Pionierpalast was het grootste complex van zijn soort in de DDR.
Na die Wende kreeg het terrein de naam FEZ Wuhlheide (Freizeit- und Erholungszentrum). Tegenwoordig luidt de naam FEZ Berlin, waarbij de officiële titel Kinder-, Jugend- und Familienzentrum is. Het terrein en de gebouwen van het voormalige Pionierpark worden sinds eind jaren 90 gerestaureerd. De FEZ is tegenwoordig een plek voor grote bijeenkomsten. Het openluchttheater met 17.000 plaatsen wordt gebruikt voor concerten en is tegenwoordig in private handen.